# Košutarica
Košutarica je naselje u Republici Hrvatskoj u Sisačko-moslavačkoj županiji, u sastavu općine Jasenovac.

## Zemljopis
Košutarica se nalazi istočno od Jasenovca, na lijevoj obali rijeke Save istočno od Košutarice nalazi se naselja Mlaka

## Stanovništvo
Prema popisu stanovništva iz 2001. godine Košutarica je imala 282 stanovnika.
| broj stanovnika | 532   | 628   | 657   | 719   | 815   | 802   | 753   | 734   | 692   | 670   | 566   | 431   | 346   | 301   | 282   | 264   | 207   |
|                 | 1857. | 1869. | 1880. | 1890. | 1900. | 1910. | 1921. | 1931. | 1948. | 1953. | 1961. | 1971. | 1981. | 1991. | 2001. | 2011. | 2021. |

## Šport
- NK Mladost Košutarica, nogometni klub[4]